# St. Vitus (Handschuhsheim)

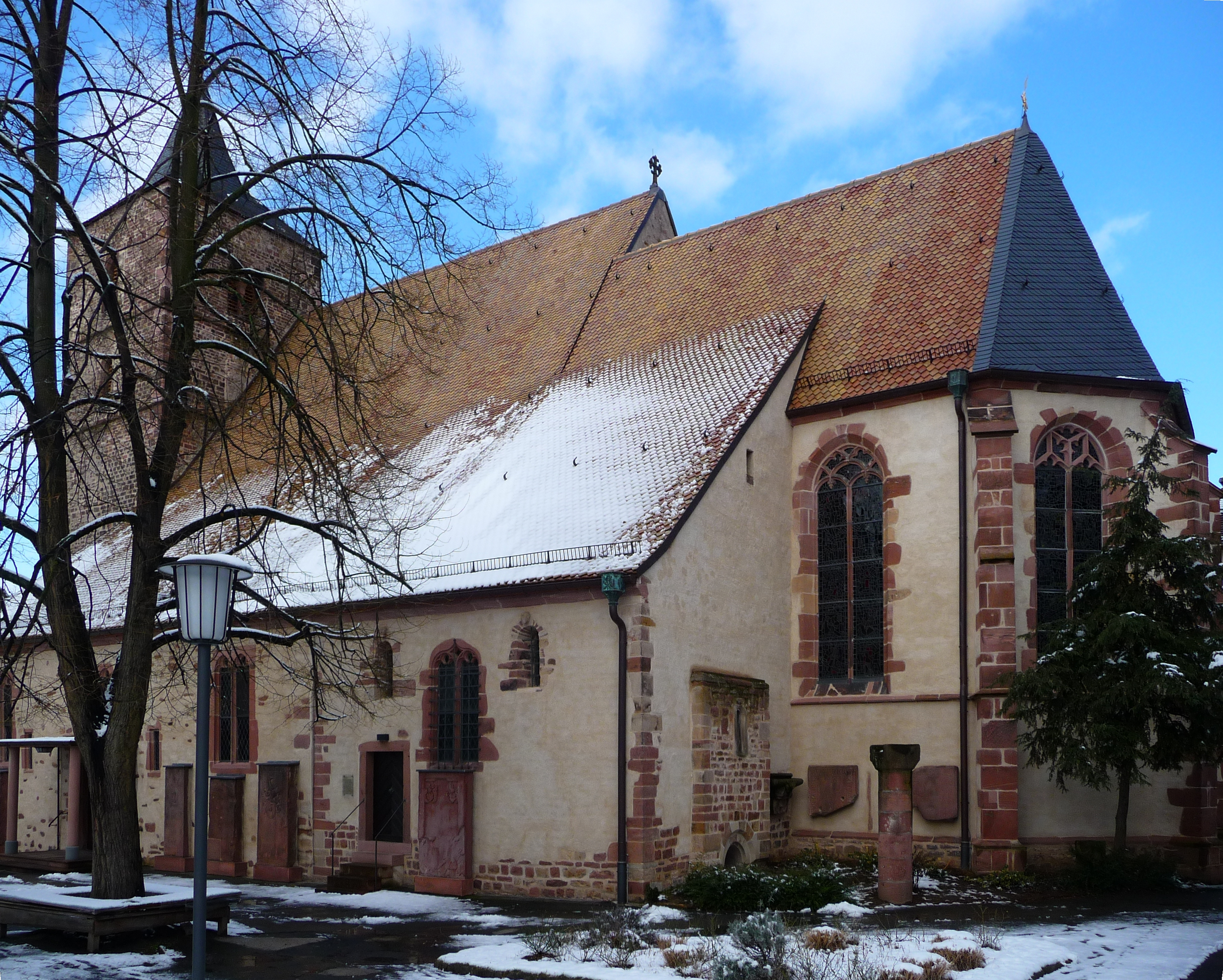
St. Vitus von Südosten

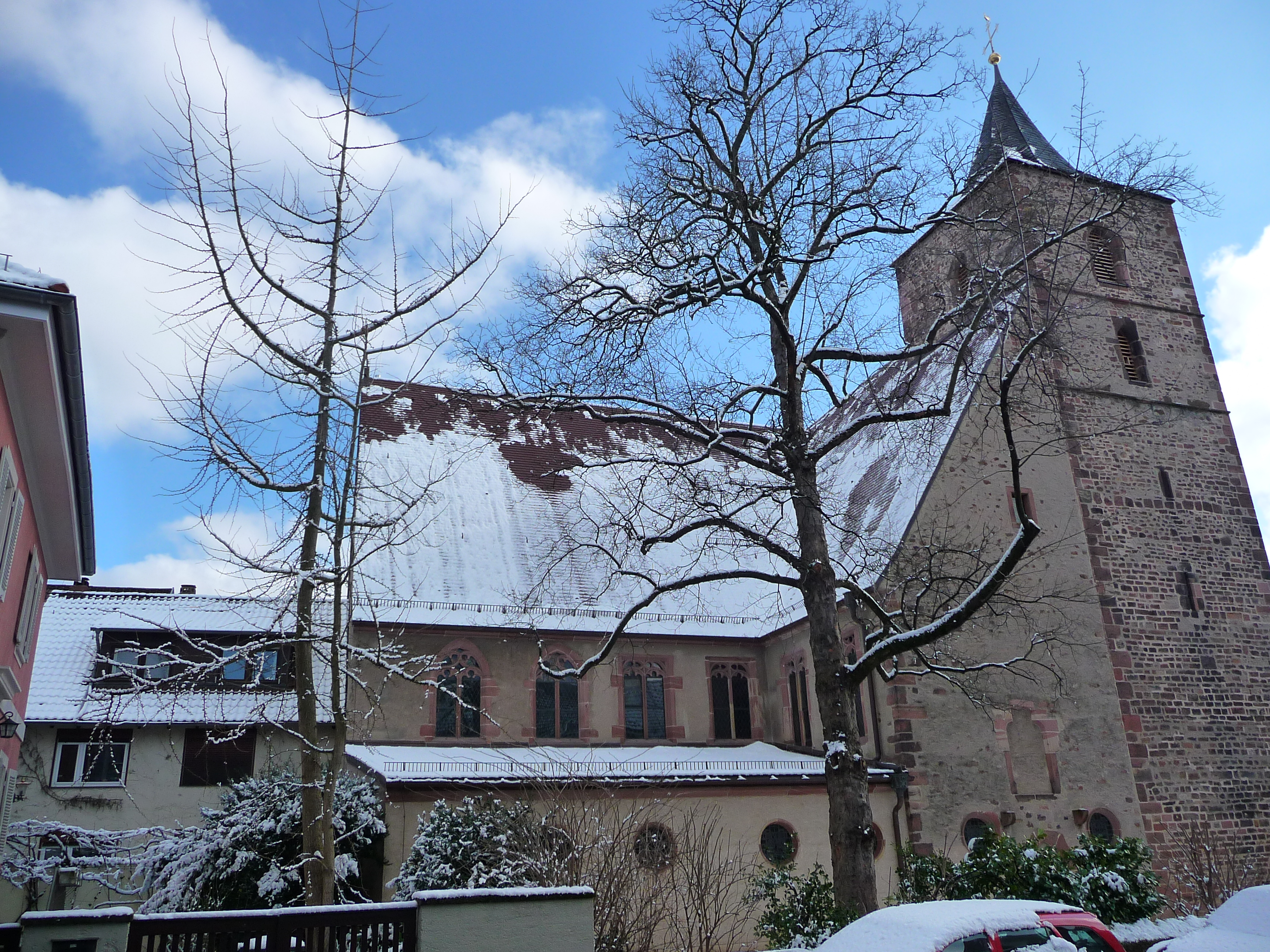
St. Vitus von Westen mit dem Anbau von 1933/34

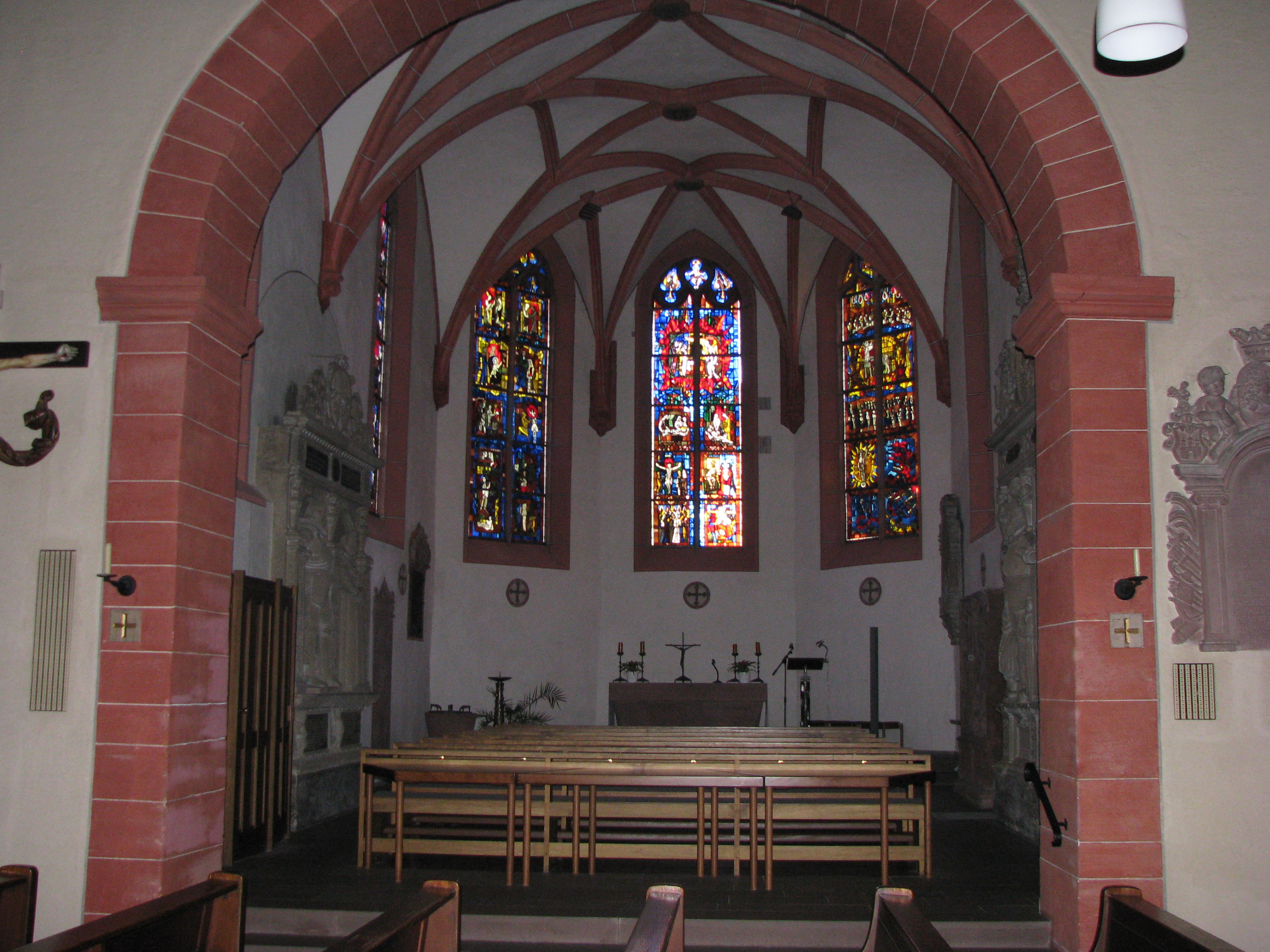
Der gotische Chor, jetzt Seitenkapelle

St. Vitus ist die katholische Pfarrkirche in Heidelberg-Handschuhsheim. Sie ist die älteste Kirche Heidelbergs und eine der ältesten Kirchen der Region, deren Nutzung durchgehend belegbar ist. Namenspatron ist der heilige Vitus (Veit), ein frühchristlicher Märtyrer und einer der Vierzehn Nothelfer.
Die Kirchengemeinde St. Vitus und ihre Kirche gehören zur Seelsorgeeinheit Katholische Stadtkirche Heidelberg im Dekanat Heidelberg-Weinheim der Erzdiözese Freiburg.

## Geschichte
774 wird die Kirche zum ersten Mal urkundlich erwähnt, als sie, vermutlich zusammen mit einem Adelsgut, an das Kloster Lorsch kam. Sie war dem heiligen Nazarius, dem Patron des Klosters Lorsch, geweiht. Die erste Kirche an diesem Ort war bereits ein Steinbau. Im Triumphbogen und in der östlichen Turmmauer sind noch einige Mauerreste, vermutlich aus dieser Epoche, vorhanden.
Unter Abt Arnold von Lorsch begann zwischen 1053 und 1057 eine weitere Bauphase. Damals entstand ein frühromanischer Neubau. Aus dieser Zeit stammt heute noch ein Teil der Westwand des südlichen Seitenschiffs, die ehemalige Nikolaus-Kapelle mit der Krypta südlich vom Chor und die Giebelwand über dem runden Chorbogen. Etwa im Jahre 1200 wurde das Langhaus schließlich zu einer dreischiffigen Basilika erweitert, die auf Rundpfeilern mit Würfelkapitellen ruhte. Um diese Zeit war der Einfluss des Klosters Lorsch geschwunden, die Kirche kam 1232 ans Erzbistum Mainz und der hl. Nazarius wurde als Patron durch die heiligen Vitus und Georg ersetzt.
Der dritte große Umbau erfolgte in spätgotischer Zeit, nachdem die Kirche in den Kriegen Friedrichs des Siegreichen stark beschädigt worden war. 1483 wurde im nördlichen Seitenschiff eine Empore für die Nonnen des benachbarten, um 1470 gegründeten und im 17. Jahrhundert abgebrochenen Augustinerinnenklosters errichtet, die einen eigenen Zugang vom Kloster erhielt. Zur selben Zeit wurde die Choranlage mit der noch vorhandenen Arkade des südlichen Seitenschiffs errichtet. In dieser Zeit wurde der dreiseitig geschlossene Chor ausgebaut. Dessen Maßwerk und Rippengewölbe wurde um 1629 erneuert.
Nach dem Bergsträßer Rezess, bei dem Handschuhsheim 1650 vom katholischen Kurmainz zur protestantischen Kurpfalz kam, war St. Vitus eine Simultankirche, die den evangelischen und katholischen Christen gleichermaßen zur Verfügung stand, wobei die Katholiken den Chor und die Protestanten das Langhaus nutzten. 1905 wurde St. Vitus der römisch-katholischen Gemeinde zum alleinigen Gebrauch überlassen, bald darauf begannen die Protestanten mit dem Bau einer eigenen Kirche, der Friedenskirche, die 1910 eingeweiht wurde.
1933/1934 wurde St. Vitus durch den Heidelberger Architekten Franz Sales Kuhn um etwa 15 Meter nach Norden hin erweitert. Damit ergab sich eine räumliche Umorientierung im Innern. Der alte gotische Chor wurde zur Seitenkapelle. 1970/1972 wurde die Ausstattung entsprechend der Liturgiereform des Zweiten Vatikanischen Konzils erneuert und aufeinander abgestimmt. 1980 wurde die Kirche renoviert und eine neue Orgel eingebaut.

## Beschreibung

### Das Äußere

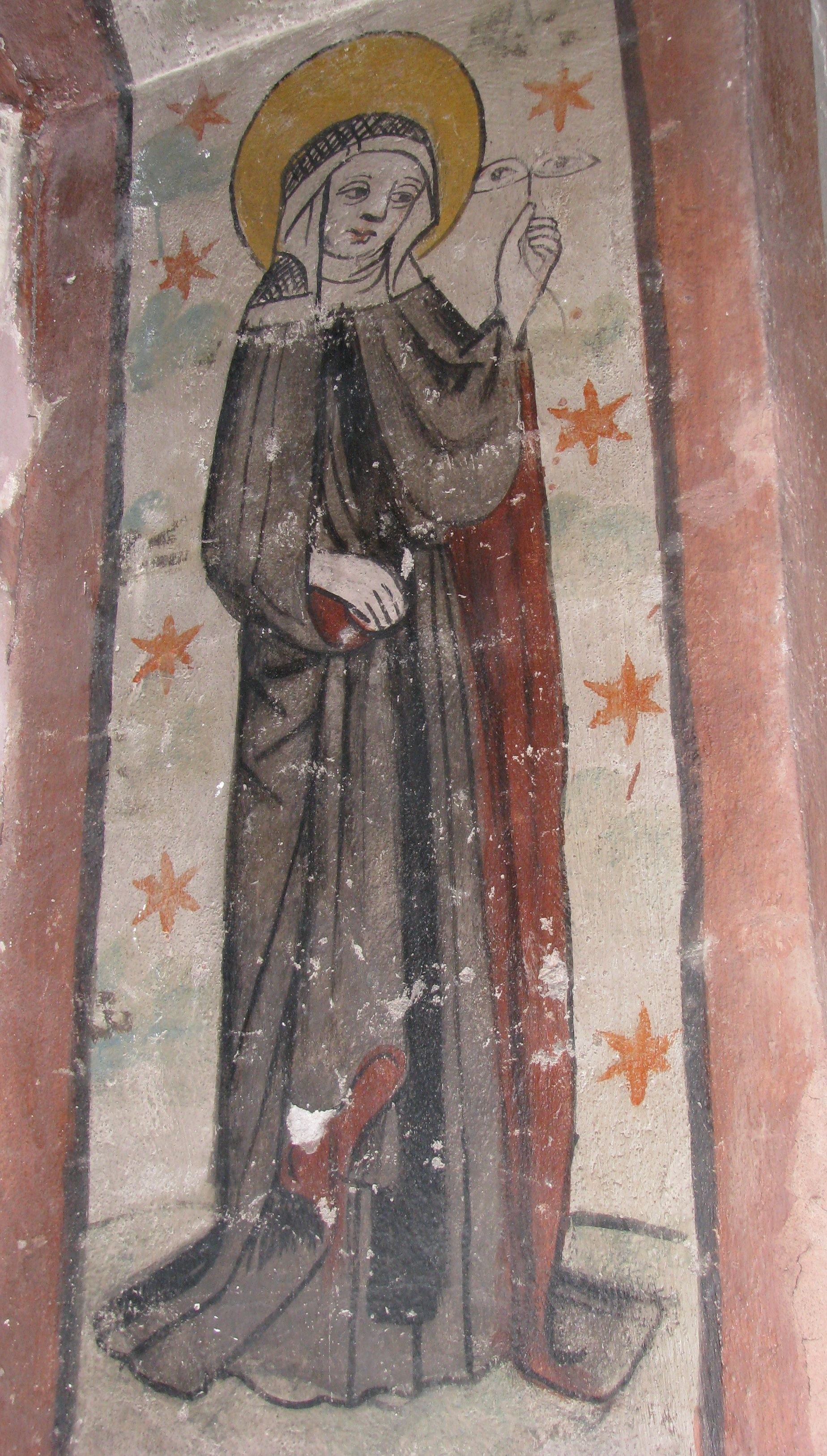
Fresko der hl. Odilia, 15. Jahrhundert

Der mittelalterliche Eindruck der Kirche hat sich, insbesondere vom ummauerten Kirchhof im Süden aus gesehen, erstaunlich gut erhalten. Das steile Dach wird nur wenig vom gedrungenen, 25 m hohen romanisch-gotischen Turm überragt. Der Hauptzugang erfolgt heute von Süden durch das ehemalige rechte Seitenschiff.

### Innenausstattung
Aus dem romanischen Bau haben sich die wuchtigen Säulen im alten Kirchenraum und zwei Freskenzyklen an der West- und Südwand erhalten. Der eine, nach 1400 entstanden, wurde 1911 freigelegt und zeigt die Lebens- und Leidensgeschichte Jesu. Auf den Laibungen der zugesetzten romanischen Fenster der Südwand befinden sich Fresken ebenfalls aus der 1. Hälfte des 15. Jahrhunderts mit Heiligendarstellungen, die 1961 freigelegt wurden.
Der gotische Chor hat einen polygonalen 5/8-Schluss, zweiteilige Maßwerkfenster und ein Netzrippengewölbe, er wird heute als Werktags- und Taufkapelle genutzt. Die Buntglasfenster wurden 1964 von Valentin Peter Feuerstein geschaffen und zeigen Motive aus dem Alten und Neuen Testament.
Die Ausstattung des neuen Kirchenraumes stammt im Wesentlichen von der Neugestaltung 1970/1972. Der freistehende Altar aus Kirchheimer Muschelkalk, das Altarkreuz, die Leuchter und der Taufdeckel aus Bronzeguss wurden von Karl Rißler, zum Teil in Anlehnung an frühgotische Formen, geschaffen. Der 7,40 × 2,80 m große Wandteppich im Altarraum stammt aus der Werkstatt von Inge Heintze-Kress. Er zeigt Motive aus der Offenbarung des Johannes: Christus auf dem Thron, darunter sieben Fackeln und die Erde.
Die Altäre in den Seitenschiffen sind rechts den heiligen Konrad von Parzham und Josef und links der Muttergottes und dem hl. Vitus geweiht, die Statuen des hl. Josef und des hl. Vitus wurden von Emil Sutor geschaffen. Der Kreuzweg aus Bronzeguss im linken Seitenschiff stammt von Karl Rißler. Ebenfalls im linken Seitenschiff befindet sich eine barocke Madonna in der Darstellung der Maria vom Siege.
Die Orgel in der Emporenbrüstung von 1980 verfügt über 22 Register mit 1555 klingenden Pfeifen.

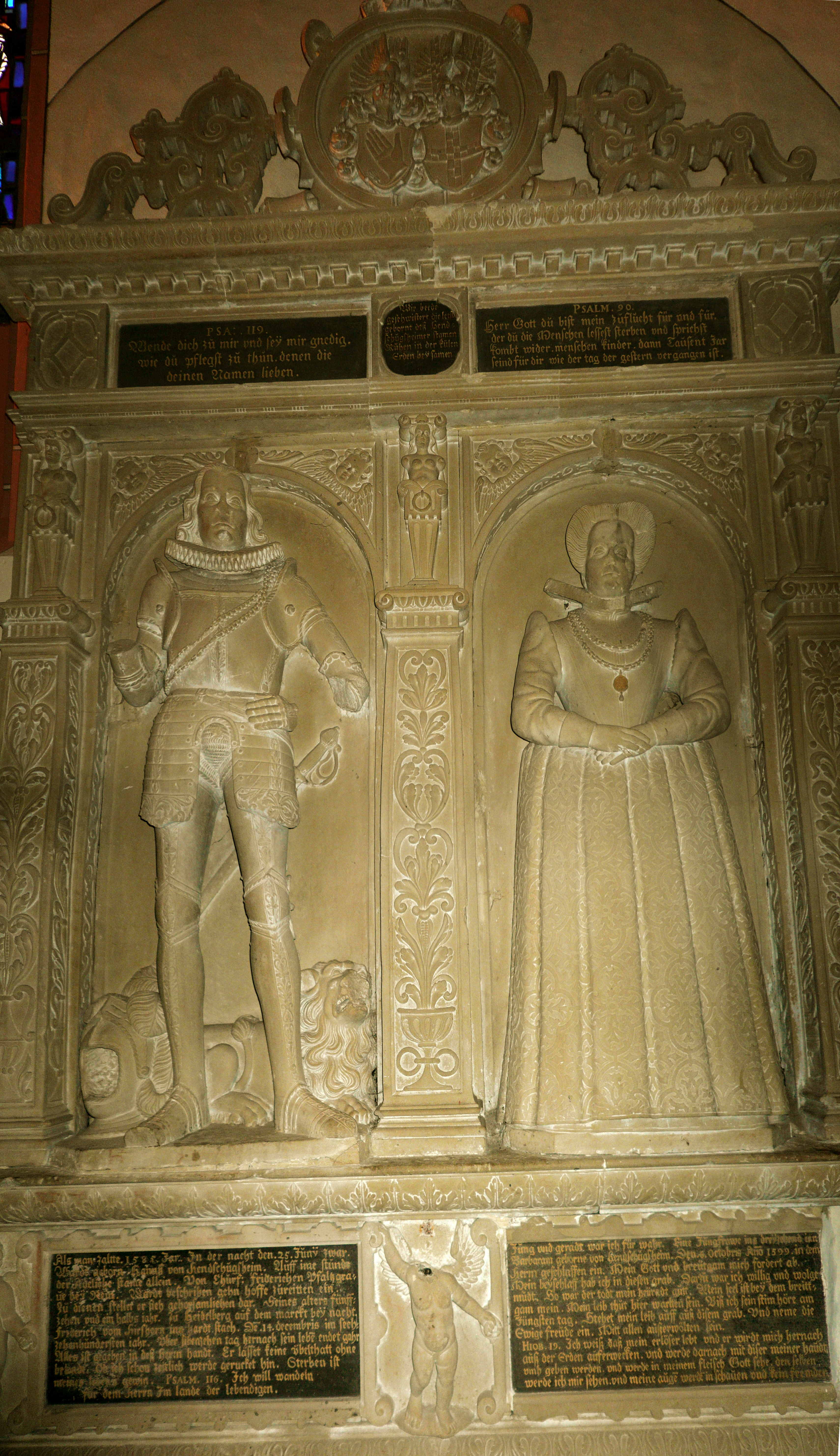
Epitaph für Hans und Barbara von Handschuhsheim

### Grabmäler
St. Vitus diente bis zu ihrem Aussterben 1600 den Herren von Handschuhsheim als Grablege. So finden sich im Kirchenraum und an der Außenwand zahlreiche Grabsteine, darunter vier große Doppelgrabmäler, die zu den hervorragendsten Werken der Plastik aus Spätgotik und Renaissance im Raum Heidelberg gezählt werden. Vor allem das 1519 datierte Grabmal des Hans von Ingelheim und der Margarethe von Handschuhsheim gilt als „bedeutendes Werk der deutschen Frührenaissance von besonderem stilgeschichtlichem Interesse“.
An der rechten Chorwand befindet sich der vom „Meister der Heidelberger Kniegrabsteine“ geschaffene Epitaph für Diether von Handschuhsheim († 1487) und seine Gemahlin Margarethe von Frankenstein († 1483), die kniend im Gebet dargestellt sind.
Im gotischen Chor steht das Renaissance-Grabmal für Heinrich von Handschuhsheim († 1588) und seine Gemahlin Amale Beusser von Ingelheim († um 1622) aus grauem Keupersandstein, gegenüber das Grabmal für deren früh verstorbene Kinder Barbara († 1599) und Hans († 1600) von Handschuhsheim. Der Bildhauer war vermutlich Jeremias Schwarz aus Leonberg, der 1583–1589 Hofbildhauer in Heidelberg war.
Im rechten Seitenschiff des Neubaus wurde der Grabstein für Margarethe von Handschuhsheim († 1509) und ihren Gatten Hans von Ingelheim († 1517) aufgestellt. Das Grabmal aus grauem Keupersandstein zeigt die beiden betenden Figuren lebensgroß und vollplastisch. Es wurde 1519 vermutlich von Lenhart Seyfer geschaffen.

### Glocken
Der Kirchturm beherbergt ein siebenstimmiges Glockengeläut. Die älteste und kleinste Glocke (g″) wurde 1791 von Anselm Speck in Heidelberg gegossen, sie überlebte beide Weltkriege. Eine Glocke in h′ stammt von der Glockengießerei Bachert aus Karlsruhe aus dem Jahr 1921. Die restlichen Bronzeglocken (e′, g′, d″, e″) wurden nach dem Zweiten Weltkrieg 1951 und 1964 (e′) von der Glockengießerei Schilling in Heidelberg hergestellt. Die jüngste Glocke (a′) wurde 2015 nach erfolgter Sanierung des Geläuts aus Anlass des Ortsjubiläums von Handschuhsheim von Bachert in Karlsruhe hinzugegossen und ergänzt das Geläut zum ausgefüllten Salve-Regina-Motiv in Moll. Sie wurde zu Ehren des aktuellen Papstes dem heiligen Franziskus geweiht.
| Glocke | Gießer    | Gussjahr | Durchmesser | Gewicht  | Schlagton |
| ------ | --------- | -------- | ----------- | -------- | --------- |
| 1      | Schilling | 1964     | 1254 mm0    | 1375 kg0 | e′-6      |
| 2      | Schilling | 1951     | 1057 mm0    | 706 kg   | g′-5      |
| 3      | Bachert   | 2015     | 916 mm      | 501 kg   | a′-4      |
| 4      | Bachert   | 1921     | 775 mm      | 249 kg   | h′-6      |
| 5      | Schilling | 1951     | 683 mm      | 182 kg   | d″-6      |
| 6      | Schilling | 1951     | 593 mm      | 123 kg   | e″-4      |
| 7      | A. Speck  | 1791     | 463 mm      | 050 kg   | g″-5      |

## Pfarrhaus
Das ehemalige Pfarrhaus der St. Vituskirche (heute in Privatbesitz) befindet sich östlich an der Kreuzung Pfarrgasse / Handschuhsheimer Landstraße. Es stammt in der heutigen Form aus dem Jahr 1741 und ist somit dem Spätbarock zuzuordnen. Es ist in massiver Bauweise ausgeführt, unterkellert und besteht aus zwei Stockwerken unter einem Walmdach, welches über mehrere Schleppgauben verfügt. Die Jahreszahl ist über dem südlichen Eingang (durch den ehemaligen Pfarrgarten) eingemeißelt.
Ursprünglich nahm der ausladende Pfarrgarten den gesamten Raum zwischen der St. Vituskirche im Westen und dem repräsentativen Pfarrhaus im Osten ein, unterbrochen lediglich durch die zur Handschuhsheimer Dorflinde (Lindenplatz) führende Obere Kirchgasse. Seit Beginn des 20. Jahrhunderts wurde das ursprüngliche Ensemble jedoch aufgelöst und der Zwischenraum bebaut, die ehemalige Umfassungsmauer ist noch weitgehend erhalten.